# Ada van Randwijk-Henstra
Arentje Margrieta Henstra (Veere, 24 oktober 1911 – Amsterdam, 15 oktober 2013), beter bekend als Ada van Randwijk, was een Nederlandse onderwijzeres en verzetsvrouw uit de Tweede Wereldoorlog.

## Biografie
Henstra was de dochter van Jan Henstra (1879-1960) en Wilhelmina Wielemaker (1884-1977), beiden Friezen. Haar moeder was zeer gelovig en gaf haar dochter een gereformeerde opvoeding. Haar vader was sluiswachter in Arkel en Gorinchem. In 1916 verdronk haar broer Jan, die geboren was in 1907, in de sluis. Haar sociaal betrokken ouders namen na de Eerste Wereldoorlog kinderen uit Oostenrijk in huis om aan te sterken. Henstra haalde een mulo-diploma in Gorinchem en ging vervolgens naar de christelijke kweekschool.
In 1926 leerde zij Hendrik Mattheus van Randwijk kennen op de paardenmarkt in Gorinchem. Van Randwijk zat eveneens op de kweekschool en werd later onderwijzer, maar ook dichter en journalist. Henstra ging lesgeven in het lager onderwijs, maar moest haar baan opgeven toen zij op 29 mei 1935 trouwde  met Van Randwijk. Hun huwelijk bleef kinderloos. Over haar man zei zij veel later dat hij "zeer dominant was en over haar heen walste". Toch hield ze van hem.
Het echtpaar woonde eerst in Werkendam, een benauwende omgeving, waar op een dag een ouderling kwam vragen waarom er nog geen kinderen kwamen. Het echtpaar verhuisde naar Amsterdam. Henstra kon tijdens deze periode van crisis geen baan vinden. Het was toen regel dat mannen voorrang kregen bij vacatures. Getrouwde vrouwen kwamen maar zelden aan de beurt. Henstra werkt daarom stiekem als invaller bij de Eben-Haëzerschool voor Havelooze Kinderen. Ze discussieerde in haar vrije tijd veel over politiek met haar christelijke, progressieve vrienden.

## Rol tijdens de Tweede Wereldoorlog
In 1941 besloten Henstra en haar echtgenoot tegen de Duitse bezetting in verzet te gaan. Henstra ging hand-en-spandiensten verrichten voor Vrij Nederland en zorgde ook voor de kerngroep van het blad. Haar echtgenoot schreef artikelen.
Toen Henstra in maart 1942 alleen thuis was, viel de Sicherheitspolizei onder leiding van Friedrich Viebahn binnen in de woning van het echtpaar, waar verzetspapieren lagen. Henstra wist met een list de papieren te verbergen, zodat de Duitsers geen belastend materiaal konden vinden. Zo verstopte ze een vals persoonsbewijs onder haar kleding. Haar man werd gearresteerd toen hij thuiskwam, maar Henstra wist nog belastende documenten uit zijn zakken te halen voordat hij werd meegenomen. Henstra bezocht meerdere malen Viebahn, die had gezegd dat Van Randwijk direct thuis zou komen na het onderzoek. Ze maakte zich kwaad tegen Viebahn, omdat hij zijn woord niet hield. Ze zei tegen hem dat ze gedacht had dat een Duitse officier altijd zijn woord hield. Daarop kwam Van Randwijk direct vrij. Van Randwijk had in totaal zes weken gevangen gezeten.
Het echtpaar zag zich vervolgens genoodzaakt onder te duiken, maar werd toch gearresteerd in Noordwijk, toen zij daar vergaderden met medewerkers van Vrij Nederland. Henstra werd na een dag weer vrijgelaten. Zij legde contact met de politieman Antonie Berends die hen gearresteerd had, maar die ook een bewonderaar van Van Randwijk was. Zij sprak urenlang met hem over politiek en literatuur; ze hield haar mond over Vrij Nederland. Berends zorgde er vervolgens voor dat ook Van Randwijk werd vrijgelaten. Naar eigen zeggen kon Henstra goed en geloofwaardig liegen, zodat zij werd geloofd en werd vrijgelaten. Ze had zich ook samen met haar man goed voorbereid op wat zij zouden zeggen bij een arrestatie, onder andere dat Van Randwijk haar zogenaamd nooit iets vertelde over zijn bezigheden en dat zij daardoor ook niets wist.
Weer dook het echtpaar onder, maar Henstra werd betrapt toen zij voedselbonnen ging halen. De dienstdoende ambtenaar in het distributiekantoor had een opsporingsbericht met de naam Van Randwijk. De envelop met kopij kon ze gauw aan een buurvrouw van een vriendin geven die er ook in de rij stond voor de voedselbonnen. Ze werd naar het Oranjehotel gebracht, de bijnaam van Deutsches Untersuchungs- und Strafgefängnis in Scheveningen. Ze werd daar voortdurend ondervraagd over Vrij Nederland en over haar man. Henstra hield haar mond over alles wat ze wist. De Duitsers lieten haar na een aantal weken dan ook weer vrij.
Vanaf mei 1943 tot het eind van de oorlog was het echtpaar ondergedoken in huis van dominee Oorthuys, samen met Arie van Namen, Jaap Cramer en Bert Bakker. Ook toen ging zij door met illegaal werk. Ze verspreidde berichten voor het verzet, door deze in een rolletje in het haar te verbergen.

## Na de Tweede Wereldoorlog
Na de oorlog bleef Henstra niet werken bij Vrij Nederland, maar ging vrouwen van NSB'ers die uit de internering terugkwamen, beoordelen. Zij moest vaststellen of de vrouwen in de maatschappij konden terugkeren.
Ze studeerde aan de Vrije Universiteit Amsterdam om te leren omgaan met kinderen met een beperking zoals autisme en ging als invaller werken in het buitengewoon onderwijs.
Kort na de oprichting van de Partij van de Arbeid in 1946 werd zij lid van deze politieke partij. Ook werd ze lid van de Soroptimisten,  een service- en belangenorganisatie van en voor vrouwen. In 1960 verhuizen Henstra en haar echtgenoot naar Ilpendam, en gaan wonen in het huis dat van haar ouders is geweest.
Na het overlijden van haar man in 1966 bleef zij oud-verzetsmensen van Vrij Nederland, Trouw en Het Parool ontmoeten. Tot haar pensioen werkte zij - inmiddels met een vast contract - in het speciaal onderwijs. Zij bleef veelal op de achtergrond en wilde ook niet getuigen voor mensen die een onderscheiding wilden ontvangen vanwege hun verzetswerk.
In 1970 onthulde zij het Van Randwijk-monument in Amsterdam evenals het naambord van de H.M. van Randwijksingel in Gorinchem. In 1988 kwam zij nog in het nieuws omdat zij probeerde de publicatie van de biografie over haar man, geschreven door Gerard Mulder en Paul Koedijk, tegen te houden, vanwege de beschrijving van zijn overspelige kant en zijn drankmisbruik die in de biografie was opgenomen. Zo stond in het boek dat Van Randwijk een kortdurende affaire had met Hetty van Klaveren en ook met andere vrouwen Eerder werkte Henstra wel mee aan de biografie en liet zij zich uitgebreid ondervragen door de beide schrijvers.
Rond 2003 verhuisde zij vanuit Ilpendam naar Buitenveldert.
Zij wilde geen onderscheiding met het Verzetsherdenkingskruis, zij zag zichzelf als "een klein schakeltje in het verzet"
Henstra overleed in 2013 op bijna 102-jarige leeftijd.